# Portunus (mitologia)

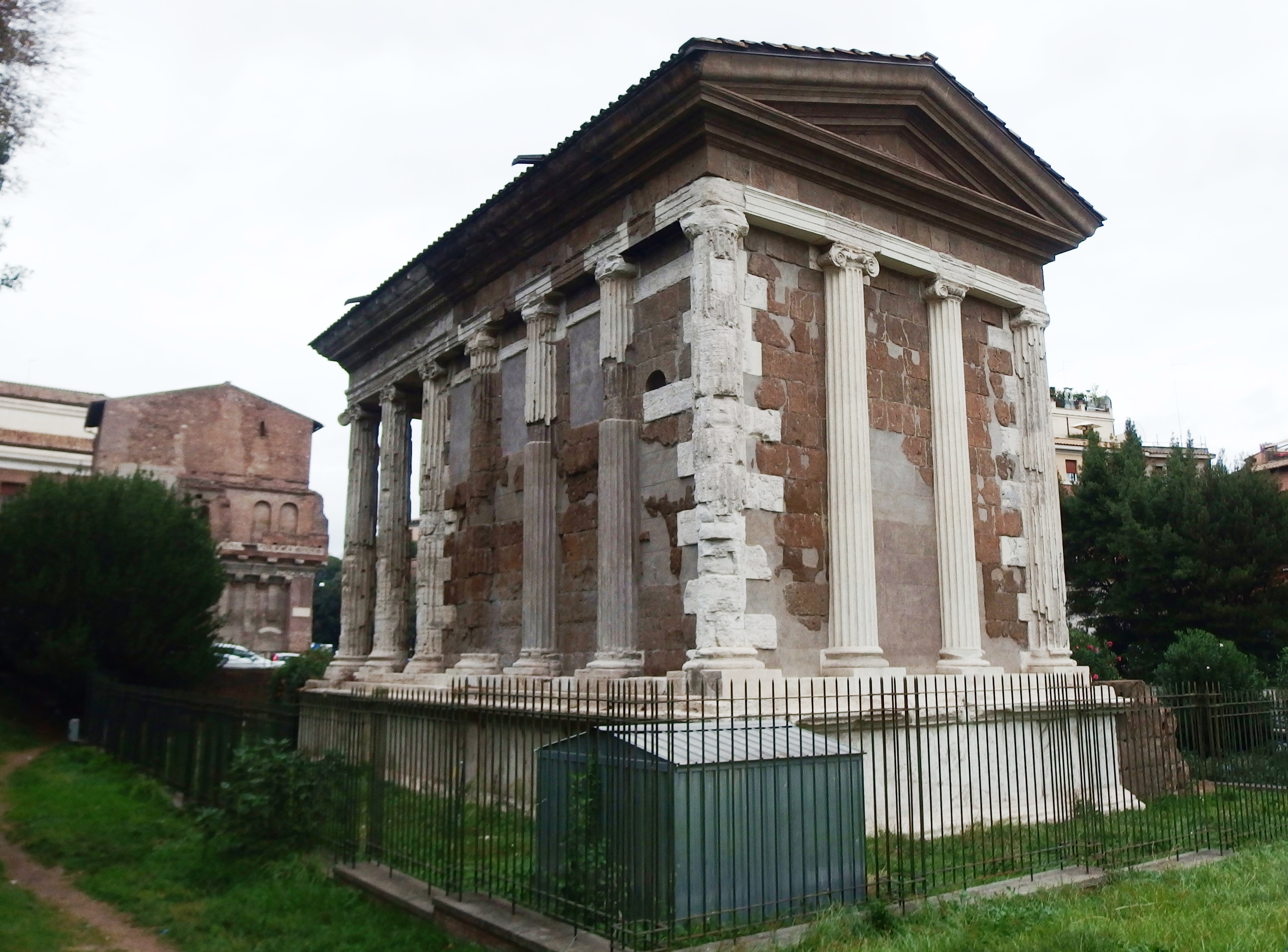
Świątynia Portunusa na Forum Boarium

Portunus (Portumnus) – w mitologii Rzymian bóstwo będące opiekunem przystani i portów.
Należał do starych bóstw rzymskich, początkowo jako opiekun drzwi (wejść) i przejść (być może pokrewny Janusowi). Później stał się bóstwem rzecznym i morskim, a stąd również opiekunem portów. Przedstawiano go z kluczem w ręku. Żeglarze przed wypłynięciem w morze kierowali do niego modły o bezpieczną podróż i szczęśliwy powrót. Jego świątynia w Rzymie znajdowała się na Forum Boarium (w pobliżu portu rzecznego), a jego święto – Portunalia, obchodzono nad Tybrem 17 sierpnia.
Utożsamiano go z greckim Palajmonem, czyli Melikertesem, i uznawano za syna staroitalskiej bogini Mater Matuty.